# Sankt-Jakobs-Kirche (Sandomierz)

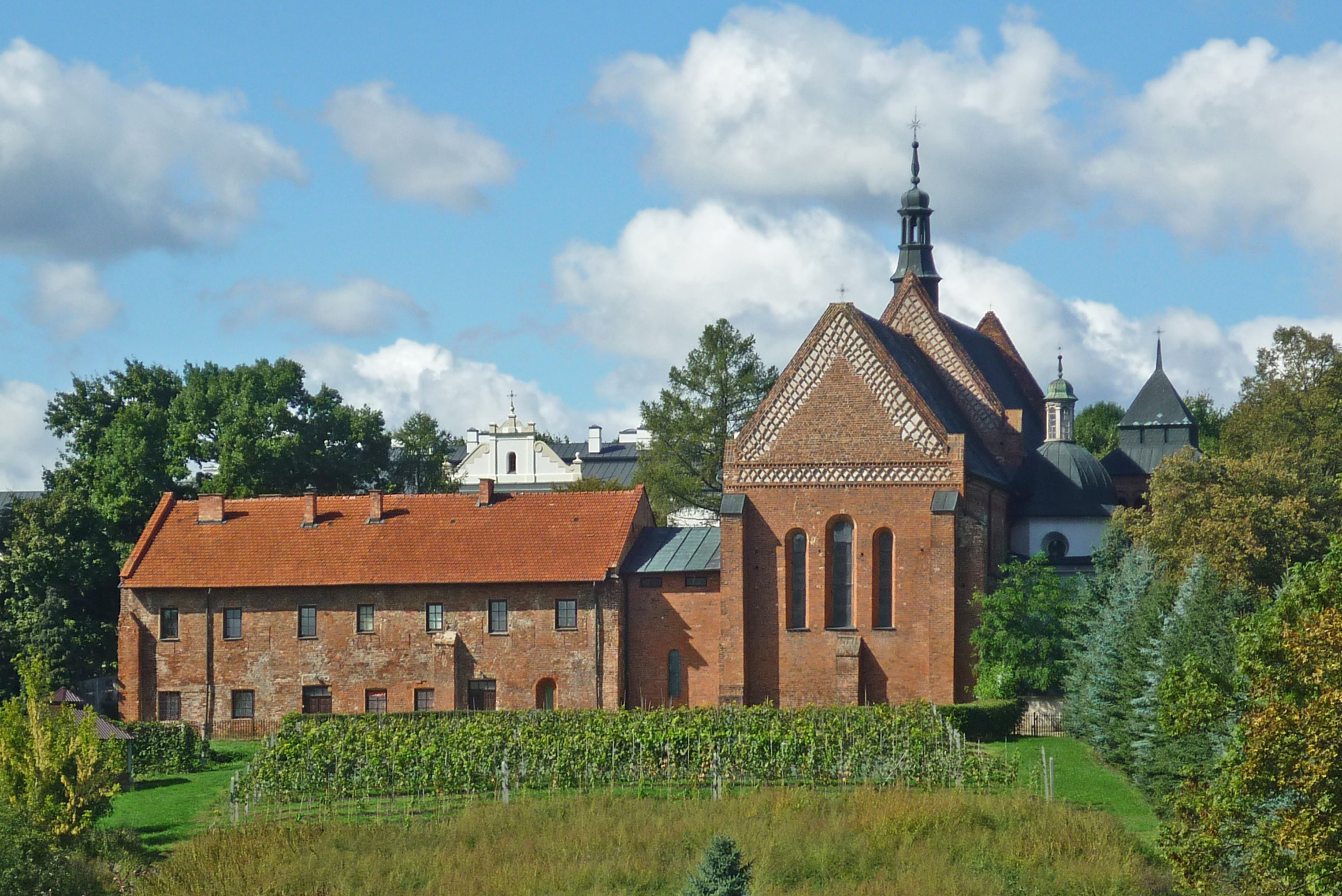
Gesamtansicht

Die römisch-katholische Sankt-Jakobs-Kirche befindet sich in der Staromiejska-Straße in Sandomierz in Polen.

## Geschichte

1617, Jakobuskirche außerhalb der Stadtmauer

Seit 1226 bestand eine Niederlassung des 1215 gegründeten Dominikanerordens vor der Stadt. Die Dominikaner bauten zunächst eine dem hl. Paulus geweihte Kirche, die von Iwo Odrowąż, dem Bischof von Krakau und Onkel des hl. Hyazinth von Polen, gestiftet wurde. Anschließend errichteten sie ihr Kloster. Gründer des Klosters war der hl. Hyazinth. Die Bauarbeiten zur Kirche begannen 1236 und dauerten bis um 1250. Wahrscheinlich kamen sie beim ersten Mongolensturm im Jahre 1241 zeitweise zum Erliegen. Eine Besonderheit ist das an der Nordseite befindliche spätromanische Portal.
Die Kirche wurde als dreischiffige Basilika aus Ziegelsteinmauerwerk erbaut. Dass sie aus Backstein errichtet ist, obwohl das Stadtgebiet über geeignetes Naturstein-Baumaterial verfügt, ist eine Besonderheit des mittelalterlichen Sandomierz. Auch die gotische Kathedrale St. Marien, das Rathaus und ältere Teile der Burg zeigen Ziegelmauerwerk. Die Sankt-Jakobs-Kirche gilt als erstes Kirchenbauwerk im Königreich Polen, welches vollständig aus Ziegelsteinmauerwerk errichtet wurde, bauhistorisch wird die Gestaltung des Nordportals mit lombardischen Kirchen in Beziehung gesetzt. Einige Mauerwerkspartien wurden mit Mustern aus verzierten Ziegelsteinen gestaltet (Flechtband- und Zick-Zack-Muster). Den Bauprinzipien des Dominikanerordens folgend besaß das Kirchengebäude keinen integrierten Glockenturm, nur einen Dachreiter mit Glöckchen. Erst mit zeitlichem Abstand im Jahre 1314 wurde noch ein Glockenturm als Campanile in geringer Entfernung zur Kirche errichtet.
Nach örtlicher Überlieferung fanden der Superior des Klosters, der Selige Sadok, und 60 weitere Dominikaner und Besucher des Gottesdienstes aus der Stadt den Märtyrertod, als das Stadtgebiet 1260 durch einen Überfall der Tataren verwüstet und geplündert wurde. Den Opfern wurde im Klostergelände eine Gedächtniskapelle errichtet und damit zugleich die Grundlage für eine Wallfahrt geschaffen.
Das Innere der heutigen Kirche schmücken neben den erhaltenen architektonischen Bauteilen (Netzrippengewölbe) und den hölzernen Einbauten auch wertvolle Glasfenster, sie stammen aus den Jahren 1910 bis 1918 und wurden nach dem Entwurf von Karol Frycz angefertigt.

## Pilgerwege
An der Kirche beginnt der Kleinpolnische Abschnitt des Jakobsweges, auch führt seit 2010 die Via Jagiellonica an der Kirche vorbei.

## Impressionen

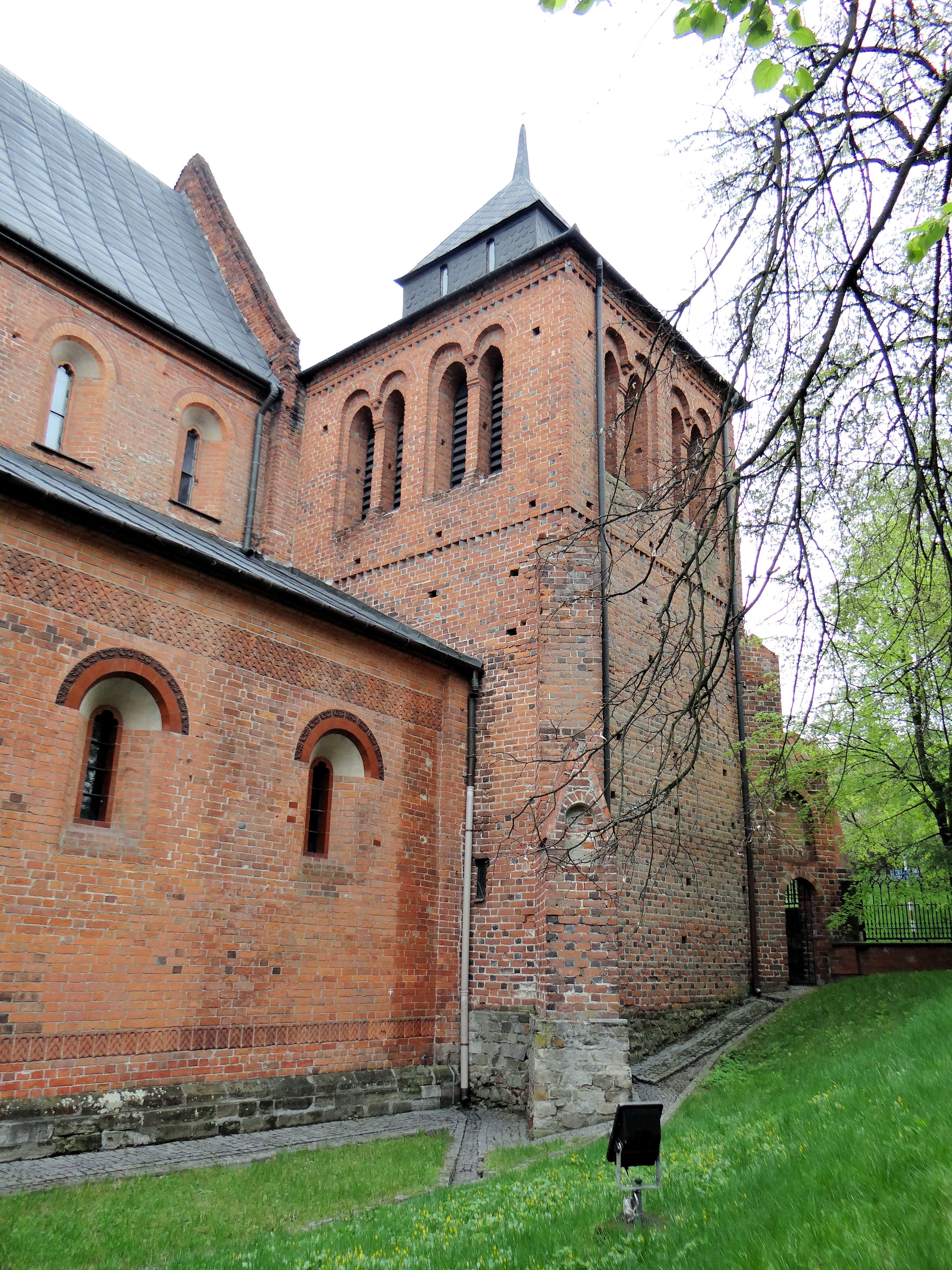
Seitenschiff und Turm
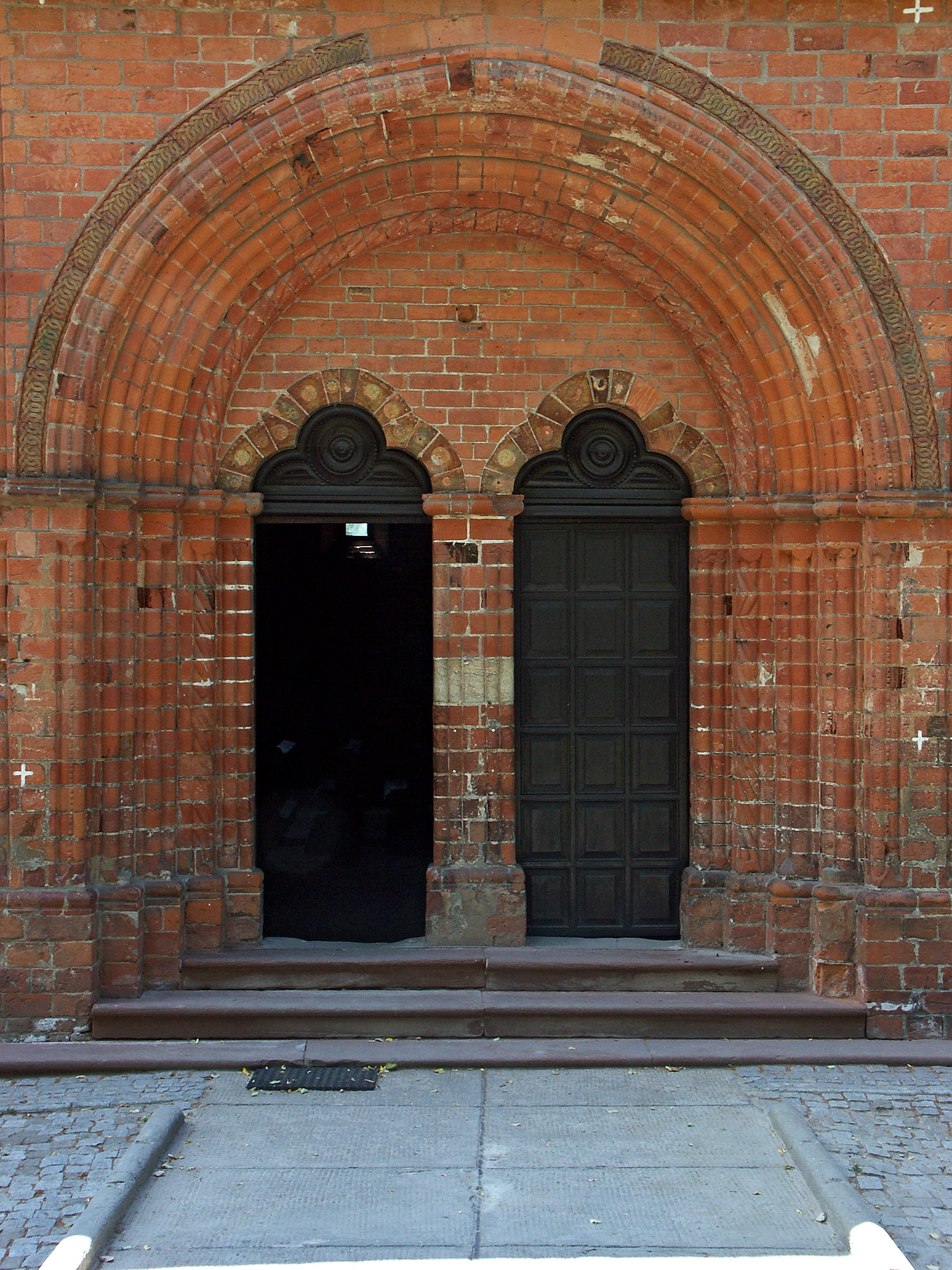
Spätromanisches Portal (Nordseite)
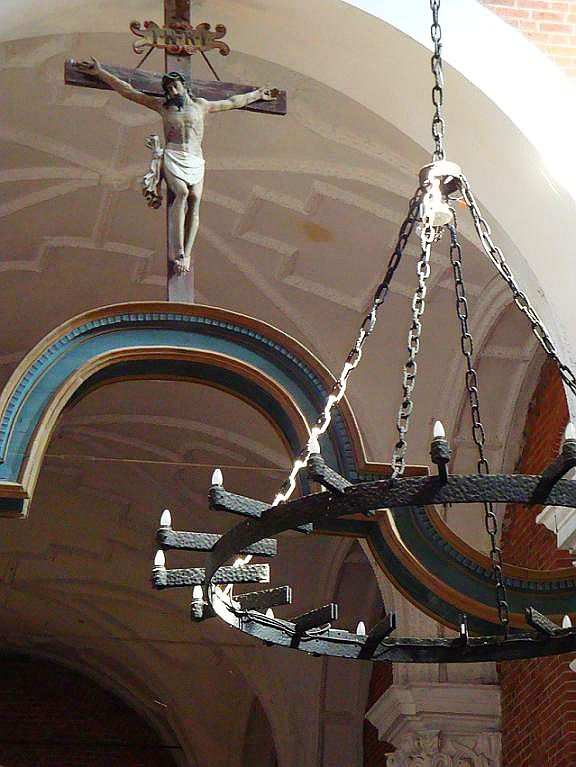
Kruzifix